# Museum Anna Nordlander

MAN, Museum Anna Nordlander, är ett konstmuseum och en del av Skellefteå museum. Museet är uppkallat efter konstnären Anna Nordlander (1843–1879), född och uppvuxen i Skellefteå, och en av de första kvinnorna i Sverige att bli antagen till Fruntimmersavdelningen, när Kungliga Akademien för de fria konsterna år 1866 öppnades för kvinnor. Museets uppdrag är att genom samtidskonst arbeta med identitets- och genusfrågor, och har förutom utställningsverksamheten ett stort fokus på pedagogiska möten med människor i olika åldrar och bakgrund. Museet förvaltar också en samling, som ägs av Skellefteå kommun, och består av verk av kvinnliga konstnärer.

## Historik
Museum Anna Nordlander uppstod som en reaktion på "avsaknaden av svenska och nordiska institutioner, som målinriktat arbetade på temat kvinnors konst". Bland annat Barbro Werkmäster var drivande och genom henne genomfördes en lärande utredning, som blev stommen i ett projekt på temat åren 1992–1994. År 1995 invigdes så Museum Anna Nordlander av dåvarande kulturminister Margot Wallström.
Från början visade museet utställningar i lokalen Manna i anslutning till Skellefteå stadsbibliotek, men flyttade sedan till Nordanå.
Skellefteå kommun, som äger en betydande samling av verk av Anna Nordlander, bidrog till att grunda museet. Samlingen består av hennes porträtt, landskap samt historiska och samiska motiv och utgör grunden för museets nuvarande samlingar. Dessutom ingick en större donation om 96 verk av konstsamlaren Lilian Koch.
År 1998 tillsatte Skellefteås kommunstyrelse en styrgrupp för att vidareutveckla museet. Projektet finansierades av Skellefteå kommun, Västerbottens läns landsting, Sparbanksstiftelsen Norrland, Stiftelsen framtidens kultur och Europeiska unionens strukturfonder Mål 1 Norra Norrland.
2009 blev Museum Anna Nordlander en del av Skellefteå Museum AB, som ägs av Skellefteå kommun och Region Västerbotten. 
En mycket viktig del av Museum Anna Nordlanders historia är Museum Anna Nordlanders Vänner, som hade cirka 200 medlemmar och hade som ändamål att "sprida kunskap om kvinnligt konstnärligt skapande". Föreningen lades ned 2018, till följd av att man nått målet att bilda och förankra museet, samt på grund av åldrande medlemmar.
Museum Anna Nordlander är numera känt som MAN.
Utöver Anna Nordlander har flera konstnärer senare ingått i samlingen, bland andra Elsa Agélii, Lena Cronqvist, Eva Zettervall, Tuija Lindström, och Monica Sjöö.
Sedan 2021 har MAN periodvis utställningar på Sara Kulturhus. Övrig tid arrangerar MAN pop-up-utställningar, pedagogisk verksamhet och andra evenemang på olika platser i regionen samt på Skellefteå museum på Nordanå.

## Verksamhet
MAN producerar samtidskonstutställningar och pedagogisk verksamhet, men ordnar också en rad olika föreläsningar och samarbeten med andra organisationer. Det finns också en skriftserie som producerats genom åren. I MAN:s verksamhet ingår en konstkonsulent, som verkar för att stödja professionella konstnärer i Västerbotten. 
MAN ställer frågan: "Vem får vara människa på vems villkor?" Med konsten som utgångspunkt ifrågasätter man normer och reflekterar över frågor som rör kön och identitet.
Konstsamlingen består av konstverk av kvinnliga - framför allt nordiska - konstnärer, och används i det pedagogiska arbetet. MAN har ingen lokal för att visa samlingen, men många av Anna Nordlanders verk går att bese på Stiftsgården i Skellefteå, där Anna Nordlander bodde under uppväxten.

## Anna Nordlander-priset
Museum Anna Nordlander delade mellan 1993 och 2013, vartannat år ut Anna Nordlander-priset till förtjänta nordiska kvinnliga konstnärer. Detta pris delas inte längre ut.

### Pristagare
- 1993 Britta Marakatt-Labba, Sverige
- 1995 Annu Vertanen, Finland, Danmark
- 1997 Elle-Mie Ejdrup Hansen, Danmark
- 1999 Line Bergseth, Norge
- 2001 Eva Lange, Sverige
- 2003 Kirsten Justesen, Danmark
- 2005 Eva Zettervall, Sverige
- 2007 Nathalie Djurberg, Sverige
- 2009 Maria Miesenberger, Sverige
- 2011 Mette Ramsgaard Thomsen, Danmark
- 2013 Maria Lindberg, Sverige (född 1958)